# Гонсалес Мартин, Марсело
Марсело Гонсалес Мартин (исп. Marcelo González Martín; 16 января 1918, Вильянубла, Испания — 25 августа 2004, Фуэнтес-де-Нава, Испания) — испанский кардинал. Епископ Асторги с 31 декабря 1960 по 21 февраля 1966. Титулярный архиепископ Касе Медиане и коадъютор с правом наследования Барселоны с 21 февраля 1966 по 7 января 1967. Архиепископ Барселоны с 7 января 1967 по 3 декабря 1971. Архиепископ Толедо и примас Испании с 3 декабря 1971 по 23 июня 1995. Кардинал-священник с титулом церкви Сант-Агостино с 5 марта 1973.